# Julien Béramis
Julien Béramis, né le 17 novembre 1983 à Villiers-le-Bel, est un acteur et scénariste français.

## Biographie
Né d'une mère métropolitaine née en Allemagne et d'un père guadeloupéen, il grandit à Apremont, village de l'Oise entouré de forêts.
Depuis son enfance, Julien Béramis avait déjà l’envie de s'exprimer artistiquement et, plus précisément, de devenir acteur. Il prend ses premiers cours de théâtre à Chantilly, quand il a 6 ans. Il connaît sa première expérience devant une caméra sur le plateau du court-métrage Chapeau bas d'Hervé Lozac'h, en 1997. À 18 ans, il s’installe à Paris où il commence sa formation artistique à l'université de Nanterre Paris X, section arts du spectacle et au cours Viriot.
Au milieu des années 2000, il apparaît dans deux films composés de plusieurs courts-métrages : Paris, la métisse et Paris, je t'aime. On le voit ensuite dans des rôles secondaires dans des films signés Sylvie Ayme, Arnaud et Jean-Marie Larrieu  et Roschdy Zem.
Il tourne également dans plusieurs courts-métrages, souvent des premiers rôles, comme dans : Gourgou de Sacha Chelli, Négropolitain de Gary Pierre-Victor et Nevrodrome de Jim Vieille. Fin 2015, il est l’interprète de Virée, un court qu’il a écrit, réalisé par Hugo Rousselin, tourné en Guadeloupe. Dans ce film, il aborde les thèmes du deuil, de la métaphysique et de l’initiation.
Il aborde le théâtre avec des pièces comme Les Nègres de Jean Genet, Vénus de Suzan-Lori Parks. ou ConaCrika de Facinet. Elsa Wolliaston, danseuse et chorégraphe de danse afro-contemporaine, lui propose en 2007, un rôle dans l’une de ses créations Les amants avec la danseuse Sandra Moens.
En 2013, il crée NOO MAAD, un groupe de beat n'word, exploration musicale à la rencontre de plusieurs courants tels que, le trip hop, l'électro ambiant et l'abstract hip-hop. En 2014, le groupe se produit à plusieurs reprises sur scène.
En 2019, il interprète le premier rôle masculin, auprès de Sonia Rolland et Béatrice de La Boulaye, dans la série Tropiques criminels tournée en Martinique pour France 2 et diffusée en première partie de soirée le vendredi à partir de novembre 2019.

## Filmographie

### Cinéma

#### Longs métrages
- 2005 : Paris, la métisse, court-métrage Une nuit de Juliano Ribeiro Salgado
- 2006 : Paris, je t'aime, court-métrage Quai Saint-Bernard de Gurinder Chadha : Arnaud
- 2006 : Mes copines de Sylvie Ayme : Navin
- 2009 : Les Derniers Jours du monde d’Arnaud et Jean-Marie Larrieu : Djibril
- 2011 : Omar m'a tuer de Roschdy Zem : Maître Kéita
- 2013 : Les Justes de Francisco Lopez Ballo : Franck (en postproduction)

#### Courts métrages

##### Acteur
- 1997 : Chapeau bas d'Hervé Lozac'h : le petit garçon témoin
- 2007 : Gourgou de Sacha Chelli : Kenji
- 2007 : Mimiques  de Dominique Rocher : l’homme n°1
- 2008 : Accident sur la voie ferrée[9] de Mathieu Lalande : Pierre
- 2008 : Ceci n’est pas un film de Dominique Rocher : Simon
- 2008 : Adrénaline de Gilles Guerraz : Léo
- 2009 : Négropolitain de Gary Pierre-Victor : Carl
- 2009 : Haiku de Morgan S. Dalibert, Mathieu Lalande, Thibault Mombellet et Dominique Rocher
- 2009 : Take Me To The Water de Jim Vieille : Clifford (+voix)
- 2012 : AfterGlow de Baff Akoto : Piano
- 2014 : Nevrodrome de Jim Vieille : Jules
- 2014 : Pays rêvé, pays réel de Hugo Rousselin
- 2015 : Madame Cléante n’ira pas au cimetière de Pamela Valera : Emmanuel
- 2015 : Virée de Hugo Rousselin : Isaac

##### Scénariste
- 2007 : Mimiques  de Dominique Rocher
- 2008 : Ceci n’est pas un film de Dominique Rocher
- 2008 : Adrénaline de Gilles Guerraz
- 2015 : Virée de Hugo Rousselin

#### Voix
- 2011 : Les Contes de la nuit de Michel Ocelot : le garçon, les héros
- 2016 : Ivan Tsarevitch et la Princesse changeante[10] de Michel Ocelot : le garçon, les héros

### Télévision

#### Téléfilms
- 2013 : Césaire, le prix de la liberté de Félix Olivier : un jeune antillais
- 2017 : Le Rêve français de Christian Faure : Julien
- 2024 : Le Fantôme des Saintes de Marc Barrat : Marcus

#### Séries télévisées
- 2007 : Sauveur Giordano, épisode Aspirant officier de Bertrand Van Effenterre : l’éphèbe
- 2007-2009 : Reporters
  - Saison 1, épisode 1 d'Ivan Strasburg et Suzanne Fenn : le jeune homme de la maintenance
  - Saison 2, épisode 6 de Jean-Marc Brondolo : le technicien
- 2013 : Une femme dans la Révolution, épisode Le peuple en scène de Jean-Daniel Verhaeghe : Joseph
- Depuis 2019 : Tropiques criminels (série télévisée française) : lieutenant Aurélien Charlery

#### Voix de série animée
- 2010 : Dragons et Princesses, 10 épisodes de Michel Ocelot : le garçon
  - L’élue de la ville d’or
  - Le garçon qui ne mentait jamais
  - La maitresse des monstres
  - Le loup-garou
  - Le pont du petit cordonnier
  - Le mousse et sa chatte
  - L’écolier sorcier
  - Garçon Tam-Tam
  - Ti-Jean et la belle-sans-connaître
  - Ivan Tsarévitch et la Princesse Changeante

### Clip musical
- 2011 : KRIK KRAK[11] slam de Julien Béramis, réalisé par Sacha Chelli

## Théâtre
- 2007-2008 : Les Nègres de Jean Genet, mise en scène Cristèle Alves Meira, Théâtre de l'Athénée-Louis-Jouvet
- 2007-2008 : Les Amants, création danse et chorégraphie d’Elsa Wolliaston, Festival de Bourges, en tournée
- 2010 : Vénus de Suzan-Lori Parks, mise en scène Cristèle Alves Meira, Théâtre de l'Athénée-Louis-Jouvet
- 2011-2012 : Grossesses nerveuses de Jean-Yves Rogale, mise en scène Philippe Hersen, Théâtre Daunou
- 2011-2012 : ConaCrika de Facinet, mise en scène Alice Lacharme, Théâtre de la Manufacture des Abbesses